# Provincia Ancona
Ancona este o provincie în regiunea Marche în Italia.